# アヴェロン県
アヴェロン県（アヴェロンけん、Aveyron）はフランス中南部、オクシタニー地域圏北東部に位置する。

## 地理
一帯は中央高地南東部にある「グラン・コース（Grands Causses）」と呼ばれる石灰岩の高原地帯である。県最高峰は、オブラック山地にあるカザレ峰（1463m）である。
アヴェロン県は広大で多様な地質からなる古い岩の高原で構成される。トリュイエール川、ロット川、アヴェロン川、タルン川が深い谷を彫っている。
気候は中央高地と地中海の両方から影響を受けており、県の南北で気候が少しずつ異なる。ロデーズの西側にあるピュエシュ山およびルエルグの高原地帯は、わずかに海洋性気候が勝る。緑豊かな木立の茂みが存在することから県西部での定期的な降雨が裏付けられる。県中央部、レヴェズーの丘陵地帯はより降雨量が多いが、標高が1000mあるため気温は涼しい。冬の降雪は普通である。およそ標高1200mの北東部のオブラック山地は、主に南西からの降雨が重要で、降雪量も多い。南東部は標高1000mのコース地方があるため、冬に時々極端に気温が下がる。コース山地とセヴェンヌ山脈に守られた谷は、しばしばフェーン現象が起きる。南東部は県で最も日照時間が多い。

## 歴史

かつてのルエルグを現在の県で色分けした図

かつてのルエルグ州の大部分が1790年にアヴェロン県として発足。
1808年、サンタントナン・ノブル・ヴァル小郡が新設されたロット＝エ＝ガロンヌ県に分離・併合された。

## 人口統計
| 1962年 | 1968年 | 1975年 | 1982年 | 1990年 | 1999年 | 2006年 | 2008年 |
| ------ | ------ | ------ | ------ | ------ | ------ | ------ | ------ |
| 287144 | 281568 | 278306 | 278654 | 270141 | 264048 | 273377 | 275890 |

## 行政
教育はアカデミー・ド・トゥールーズに属する。また、県はモンペリエにある控訴審裁判所の管轄内である。
県は3郡に分けられている。

## 文化
オック語の方言であるラングドシアン語、ルエルガ語が県で話されるが、消滅の危機に瀕している。

## ゆかりある人物
- ジャン・ムーラン（レジスタンス活動家）
- ジャン・アンリ・ファーブル（博物学者）

## ギャラリー

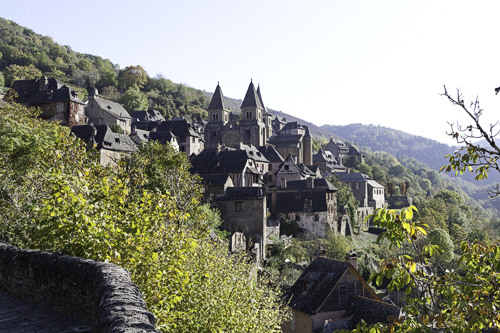
コンク
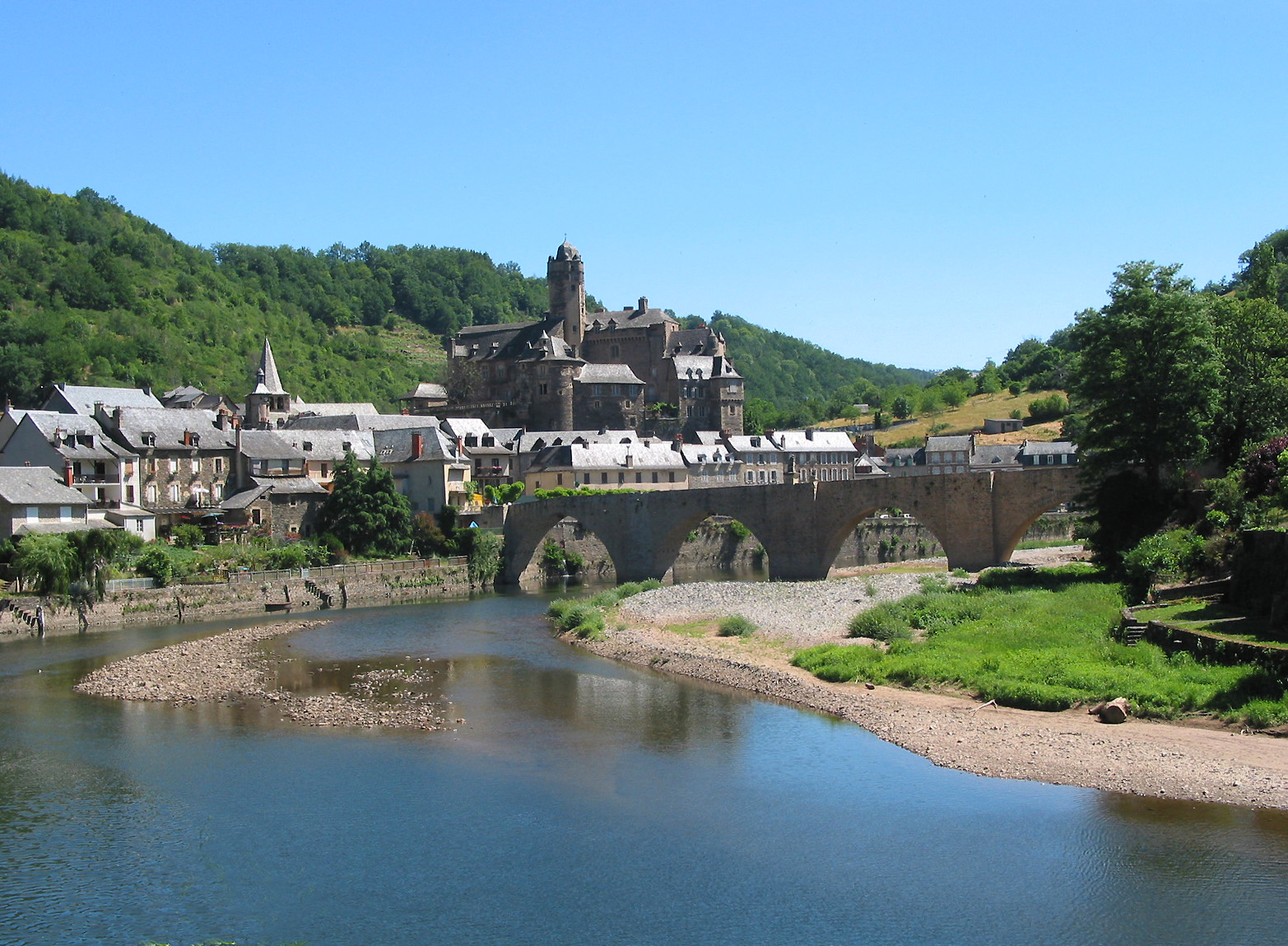
エスタン
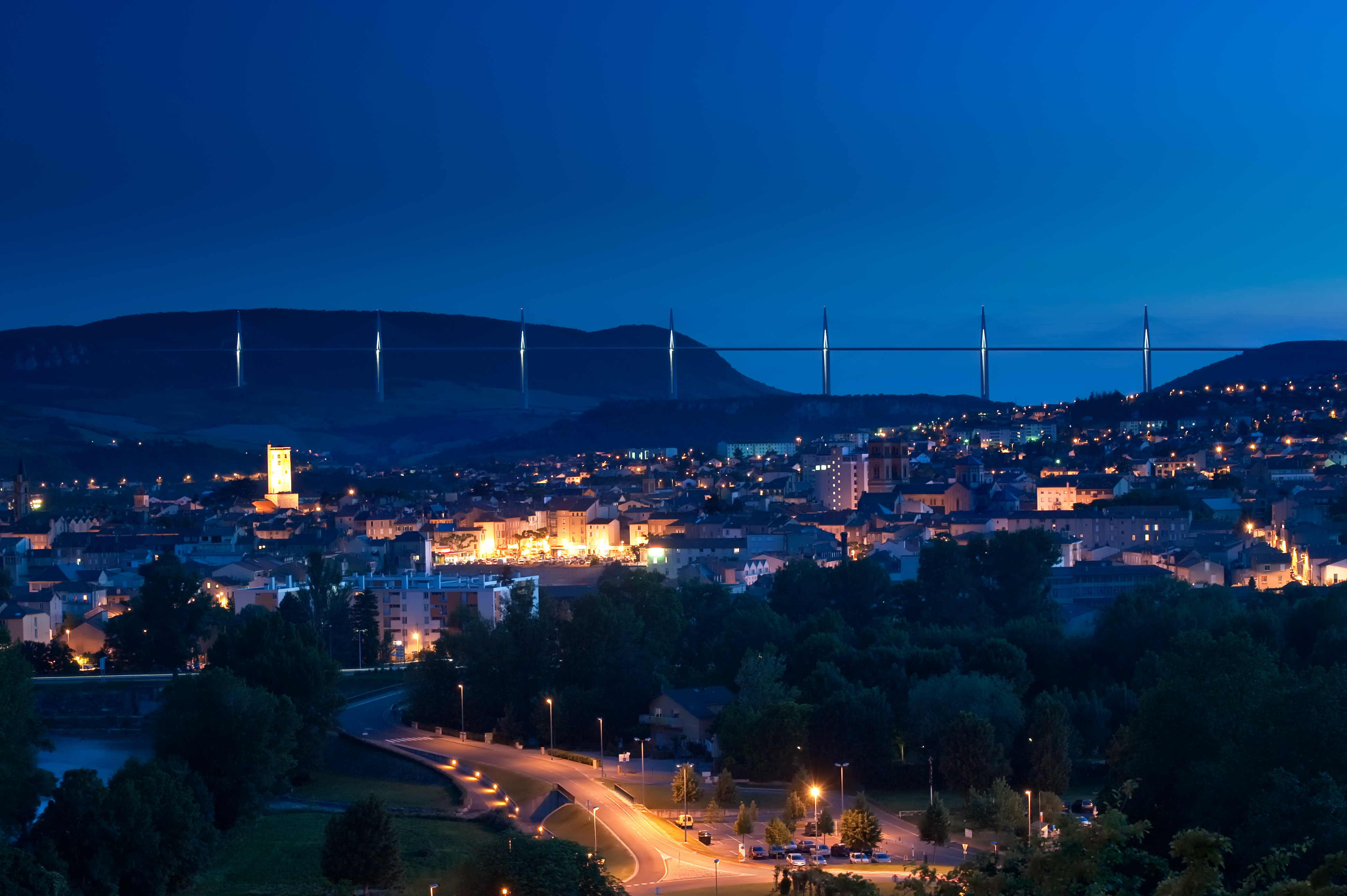
ミヨー橋
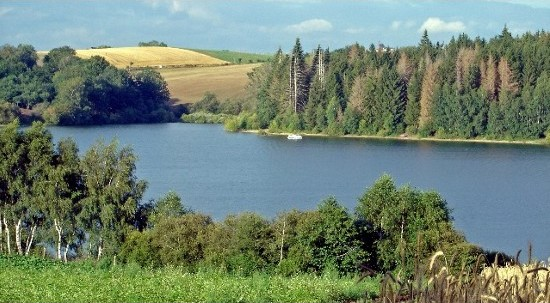
レヴェズー地方の湖
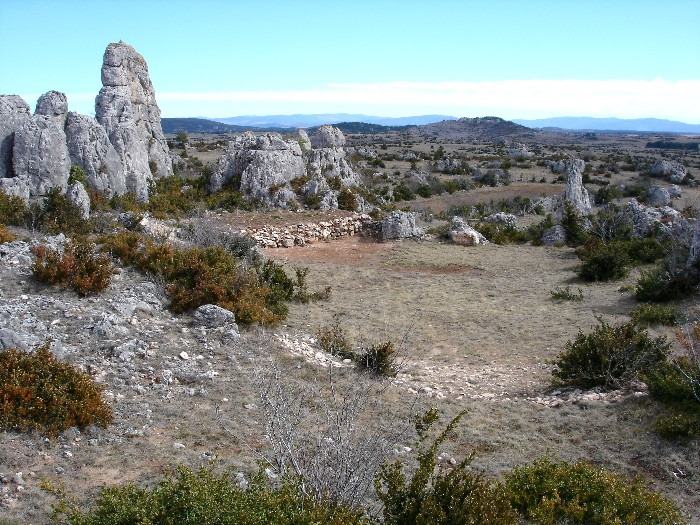
グラン・コース地方、ラルザック高原